# Banjarnegoro
Banjarnegoro is een bestuurslaag in het regentschap Magelang van de provincie Midden-Java, Indonesië. Banjarnegoro telt 11.109 inwoners (volkstelling 2010).